# Több mese egy sorban
A Több mese egy sorban 1973-ban bemutatott magyar rajzfilm, amely Kormos István magyar népmeséje alapján készült. Az animációs játékfilm rendezője és írója Szoboszlay Péter, zeneszerzője Giancarlo Schiaffini. A mozifilm a Pannónia Filmstúdió gyártásában készült mesefilm.

## Rövid tartalom
Négy magyar népmese ötvözete. A fiatal legény háztűznézőbe megy a módos gazdához, de házassági szándéka meghiúsul a gazda-család butasága miatt.

## Alkotók
- Közreműködött: Borbás Gabi, Farkas Antal, Kútvölgyi Erzsébet, Szemes Mari, Szirtes Ádám
- Írta és rendezte: Szoboszlay Péter
- Dramaturg: Osvát András
- Zenéjét szerezte: Giancarlo Schiaffini
- Operatőr: Henrik Irén
- Hangmérnök: Vajda István
- Vágó: Hap Magda
- Szerkesztő: Max Massiomino-Garniér
- Grafikai tervező: Heinzelmann Emma
- Rajzolták: Bánki Katalin, Orbán Anna, Rosta Géza
- Munkatársak: Gyöpös Katalin, Kósa Endre, Vajda István
- Színes technika: Dobrányi Géza, Kun Irén
- Gyártásvezető: Csillag Márta

- A kivitelezésben részt vett a Corona Cinematografica
- Készítette a Pannónia Filmstúdió.